# Francesco Gungui
Francesco Gungui (Milano, 9 luglio 1980) è uno scrittore italiano. Ha pubblicato in Italia più di venti libri, con Mondadori, Feltrinelli, Rizzoli e Giunti. Insegna editing al Master in Editoria a Milano e Management per l'editoria all'università LIMEC. I suoi ultimi romanzi sono Tutto il tempo che vuoi e Il meglio di noi, pubblicati da Giunti. 

## Biografia
Francesco Gungui, scrittore, editor, agente letterario, docente del corso di editing al Master in Editoria di Milano. Gli ultimi suoi romanzi: Tutto il tempo che vuoi e Il meglio di noi, pubblicati da Giunti. Autore del podcast sulle arti divinatorie Bibliomancy e di Migliora te stesso con il viaggio dell’eroe, su Audible. Nella sua carriera ha scritto e pubblicato più di venti libri con le più grandi case editrici italiane. Tra questi: la trilogia dei Canti delle terre divise, un’interpretazione fantascientifica dei tre regni della Divina Commedia (Rizzoli BestBur) e la serie illustrata per bambini di Jack Pigòn (Giunti). Tra i suoi precedenti lavori, i romanzi per giovani adulti L’importante è adesso e Mi piaci così (Mondadori), quest’ultimo tradotto e pubblicato in dieci paesi. Nel prossimo futuro: il mazzo di carte Story-Lab con Giunti Demetra e il nuovo romanzo Gli alieni non esistono a ottobre 2023 con Il Castoro. Tra gli autori che rappresenta come agente letterario ed editor: Fabrizio Biggio, Flavia Cercato, Rosario Pellecchia, Paolo Borzacchiello, Chiara Franchi, Paolo Stella, Brenda Lodigiani, Valerie Notari, Sumaya Abdel Qader, Tommaso Fusari e Giorgio Costa.

## Opere

### Libri singoli
- Io ho fame adesso! Come sopravvivere a un frigorifero deserto, Guido Tommasi Editore-Datanova, 2004
- Nel catalogo c'è tutto. Per chi va o torna a vivere da solo, Feltrinelli, 2008
- L'importante è adesso, Mondadori, 2009
- Come ti cucino una storia, Mondadori, 2010
- Pensavo di scappare con te, Mondadori, 2011
- Con te ho imparato a volare, Fabbri Editori, 2015
- "Tutto il tempo che vuoi" Giunti Editore spa. 2017

### CicloMi piaci così
1. Mi piaci così, Mondadori, 2008
2. Mi piaci ancora così, Mondadori, 2010

### Trilogia di Achille
1. Achille e la fuga dal mondo bianco, Mondadori, 2010
2. Achille e la fuga dal mondo verde, Mondadori, 2012
3. Achille e la fuga dal mondo blu, Mondadori, 2012

### SagaCanti delle Terre Divise
1. Canti delle Terre Divise - Inferno, Fabbri Editori, 2013
2. Canti delle Terre Divise - Purgatorio, Fabbri Editori, 2014
3. Canti delle Terre Divise - Paradiso, Fabbri Editori, 2014
4. Canti delle Terre Divise - Genesi, Fabbri Editori, 2016 (prequel)